# Kabba Samura
Kabba Samura (* 26. November 1981 in Freetown) ist ein ehemaliger sierra-leonischer Fußballspieler.

## Karriere

### Verein
Samura begann seine Karriere bei Mighty Blackpool in der sierra-leonischen Premier League und wurde dort 1996 nationaler Meister. Im Alter von 17 Jahren kam Samura nach Europa, wo er beim schwedischen Viertligisten IFK Ölme anheuerte. Nach weiteren Stationen in Schweden, auf Kreta und Norwegen stand der 1,72 m große Stürmer bis 2009 beim schwedischen Klub Bodens BK unter Vertrag. Danach heuerte er beim aserbaidschanischen Klub FK Mughan Salyan an, ehe er sich nach nur einer Spielzeit im Jahre 2011 zu vietnamesischen Klub Hoàng Anh Gia Lai ging und dort anschließend seine Karriere beendete.

### Nationalmannschaft
Von 2000 bis 2002 absolvierte Samura insgesamt drei Partien für die sierra-leonische A-Nationalmannschaft und erzielte dabei einen Treffer.

## Erfolge
- Sierra-leonischer Meister: 1996